# Château de Jours-en-Vaux
Le château de Jours-en-Vaux  est une place forte du XIVe siècle remaniée jusqu'au XIXe siècle, située à Jours-en-Vaux dans la commune nouvelle de  Val-Mont (Côte-d'Or) en Bourgogne-Franche-Comté .

## Localisation
Le château est situé à côté de l'église de l'Assomption de Jours-en-Vaux sur la pointe d'un petit éperon qui domine le village à l'est.

## Historique
La "forteresse de Jorsavias" tenue en 1255 par Pierre de Mont-Saint-Jean passe ensuite à la maison de Clugny. 
En 1662, mention d’une maison forte achetée par Hélie de Hugon, seigneur de Visagent, à Hérard Bouton. En 1774 l'abbé Courtépée décrit un château ancien dont l'église du village était la chapelle castrale[réf. souhaitée].

## Architecture
Le château est formé de plusieurs de bâtiments au sein d’une cour presque circulaire ceinte d'un mur en pierre présentant les restes d'anciennes fortifications. Accessible à l'est par une porte charretière protégée par une tour carrée il comprend un bâtiment au sud-ouest flanqué d'une tour carrée, une autre tour carrée au sud et deux bâtiments accolés au nord et à l'est. Au sud, à cheval entre la muraille et l'église, une autre tour carrée est défendue par deux bretèches.
L’église paroissiale accolée au château semble être l’ancienne chapelle castrale incluse dans l'enceinte primitive du château.